# Перейра (Колумбія)
Перейра (ісп. Pereira) — місто, розташоване на заході Колумбії, засноване в 1863 році. Адміністративний центр департаменту Рисаральда.

## Історія
До приходу європейців територія сучасного міста Перейра була населена представниками культури Кімбая, які були відомі завдяки виробництву виробів із золота.
Перше поселення іспанців з'явилося приблизно в 1540 році. Конкістадори Хорхе Робледо і Дієго де Мендоса спочатку утворили на місці Перейри місто Картаго, яке пізніше — у 1691 році — «переїхало» в інше місце.
1816 року в місці розташування сучасної Перейри сховалися брати Франсіско Перейра Родрігес і Мануель Перейра після поразки армії Сімона Болівара. У 1863 році священик Антоніо Реміго Каньярте, який очолював караван в Картаго, вирішив заснувати на цьому місці місто, яке назвав на честь Франсіско Перейри.

## Клімат
| Клімат Перейра (Matecaña International Airport) 1981–2010 | Клімат Перейра (Matecaña International Airport) 1981–2010 | Клімат Перейра (Matecaña International Airport) 1981–2010 | Клімат Перейра (Matecaña International Airport) 1981–2010 | Клімат Перейра (Matecaña International Airport) 1981–2010 | Клімат Перейра (Matecaña International Airport) 1981–2010 | Клімат Перейра (Matecaña International Airport) 1981–2010 | Клімат Перейра (Matecaña International Airport) 1981–2010 | Клімат Перейра (Matecaña International Airport) 1981–2010 | Клімат Перейра (Matecaña International Airport) 1981–2010 | Клімат Перейра (Matecaña International Airport) 1981–2010 | Клімат Перейра (Matecaña International Airport) 1981–2010 | Клімат Перейра (Matecaña International Airport) 1981–2010 | Клімат Перейра (Matecaña International Airport) 1981–2010 |
| Показник                                                  | Січ.                                                      | Лют.                                                      | Бер.                                                      | Квіт.                                                     | Трав.                                                     | Черв.                                                     | Лип.                                                      | Серп.                                                     | Вер.                                                      | Жовт.                                                     | Лист.                                                     | Груд.                                                     | Рік                                                       |
| Абсолютний максимум, °C                                   | 35,5                                                      | 37,0                                                      | 36,0                                                      | 36,0                                                      | 33,5                                                      | 34,0                                                      | 33,5                                                      | 37,0                                                      | 36,8                                                      | 36,2                                                      | 34,0                                                      | 36,0                                                      | 37,0                                                      |
| Середній максимум, °C                                     | 26,8                                                      | 27,1                                                      | 26,9                                                      | 26,2                                                      | 25,9                                                      | 26,0                                                      | 26,5                                                      | 26,9                                                      | 26,4                                                      | 25,8                                                      | 25,6                                                      | 26,0                                                      | 26,3                                                      |
| Середня температура, °C                                   | 21,8                                                      | 22,0                                                      | 21,9                                                      | 21,5                                                      | 21,4                                                      | 21,5                                                      | 21,7                                                      | 22,0                                                      | 21,5                                                      | 20,9                                                      | 20,9                                                      | 21,4                                                      | 21,5                                                      |
| Середній мінімум, °C                                      | 17,4                                                      | 17,5                                                      | 17,6                                                      | 17,6                                                      | 17,6                                                      | 17,4                                                      | 17,2                                                      | 17,2                                                      | 17,1                                                      | 17,0                                                      | 17,2                                                      | 17,4                                                      | 17,4                                                      |
| Абсолютний мінімум, °C                                    | 11,0                                                      | 10,0                                                      | 11,0                                                      | 11,0                                                      | 10,0                                                      | 10,0                                                      | 11,0                                                      | 10,0                                                      | 10,0                                                      | 10,0                                                      | 10,0                                                      | 10,0                                                      | 10,0                                                      |
| Середня кількість сонячних годин на місяць                | 186,0                                                     | 161,0                                                     | 155,0                                                     | 132,0                                                     | 139,5                                                     | 147,0                                                     | 182,9                                                     | 182,9                                                     | 150,0                                                     | 142,6                                                     | 150,0                                                     | 167,4                                                     | 1896,3                                                    |
| Норма опадів, мм                                          | 132.7                                                     | 132.6                                                     | 220.2                                                     | 249.3                                                     | 257.4                                                     | 196.1                                                     | 133.5                                                     | 129.0                                                     | 195.9                                                     | 290.5                                                     | 287.9                                                     | 199.4                                                     | 2424.4                                                    |
| Днів з опадами                                            | 16                                                        | 15                                                        | 20                                                        | 23                                                        | 24                                                        | 21                                                        | 20                                                        | 18                                                        | 21                                                        | 24                                                        | 23                                                        | 20                                                        | 243                                                       |
| Вологість повітря, %                                      | 75                                                        | 74                                                        | 76                                                        | 79                                                        | 79                                                        | 78                                                        | 75                                                        | 74                                                        | 76                                                        | 79                                                        | 79                                                        | 77                                                        | 77                                                        |
| --------------------------------------------------------- | --------------------------------------------------------- | --------------------------------------------------------- | --------------------------------------------------------- | --------------------------------------------------------- | --------------------------------------------------------- | --------------------------------------------------------- | --------------------------------------------------------- | --------------------------------------------------------- | --------------------------------------------------------- | --------------------------------------------------------- | --------------------------------------------------------- | --------------------------------------------------------- | --------------------------------------------------------- |